# Clay Higgins
Clay Higgins, né le 24 août 1961 à La Nouvelle-Orléans, est un homme politique américain membre du Parti républicain. Il est élu à la Chambre des représentants des États-Unis pour la Louisiane lors des élections de 2016.

## Biographie

### Jeunesse et carrière professionnelle
Clay Higgins est originaire de La Nouvelle-Orléans. Après six ans dans les US Military Police Corps, il devient concessionnaire automobile puis rejoint les forces de l'ordre. Il travaille pendant sept ans dans l'équipe de nuit de la police de la paroisse de Saint-Landry, avant de devenir porte-parole du département en novembre 2014.
Il devient célèbre pour ses vidéos hebdomadaires de Crime Stoppers, diffusée chaque semaine sur des télévisions locales. Il est surnommé le « John Wayne cajun »,. Cependant, le shérif de la paroisse Bobby Guidroz estime début 2016 que Crime Stoppers s'est éloigné de son message original en apostrophant les suspects et en critiquant les personnes. En février, Higgins démissionne de la police de Saint-Landry. Higgins était également critiqué pour poser en uniforme dans des journaux et avoir créé une LLC pour vendre des produits dérivés.

### Représentant des États-Unis
En 2016, il est candidat à la Chambre des représentants des États-Unis dans le 3e district de Louisiane où le républicain Charles Boustany ne se représente pas. Se présentant comme un outsider au franc-parler, il arrive deuxième de la jungle primary avec 26 % des voix derrière l'ancien lieutenant-gouverneur républicain Scott Angelle à 29 %. Il est élu au second tour avec 56 % des suffrages face à Angelle, pourtant soutenu par Boustany.
En juin 2017, il poste sur sa page Facebook un message appelant à « tuer tous les suspects musulmans ». Début juillet, il poste une vidéo qui le met en scène dans différents endroits du camp d'Auschwitz, y compris dans la chambre à gaz, alors qu'il commente non seulement sur les lieux, mais aussi sur la situation politique aux États-Unis. La direction du musée d'Auschwitz-Birkenau critique son geste et rappelle que dans une ancienne chambre à gaz, « il doit y avoir un silence de recueillement ».
Alors qu'il affronte des candidats sur sa droite et sur sa gauche, Higgins est réélu dès le premier tour en 2018, mettant en avant ses positions conservatrices et son soutien au président Donald Trump. Il est réélu en 2020, 2022 et 2024.

### Vie privée
Higgins divorce de sa femme Rosemary Rothkamm-Hambrice en 1999. Ils ont ensemble trois enfants.

### Articles annexes
- Liste des représentants des États-Unis pour la Louisiane